# スシロー迷惑動画事件
スシロー迷惑動画事件（スシローめいわくどうがじけん）は、2023年（令和5年）1月29日に岐阜県岐阜市正木の「スシロー岐阜正木店」において、男性客が醤油差しの注ぎ口をなめる等の迷惑行為を行い、その動画をSNS上に拡散した事件である。スシロー事件や、スシローペロペロ事件とも呼ばれる。

## 概要

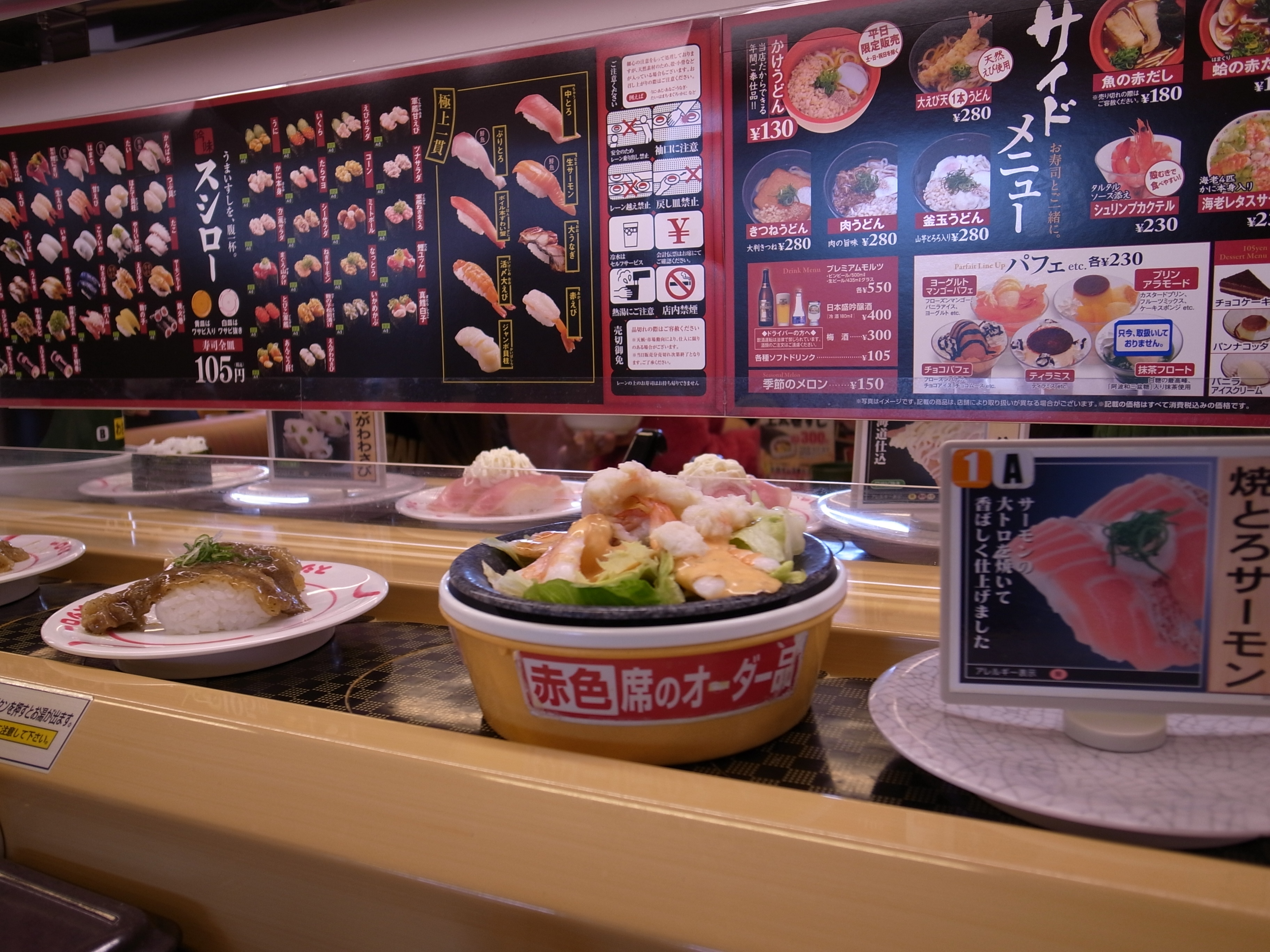
スシローのレーンの一例（事件が発生した店舗とは異なる）

加害者の男性客は、湯呑を舐める、寿司に唾液を付着させる、卓上調味料の醤油ボトルの注ぎ口を舐めるといった迷惑行為を行った。さらに、その様子を収めた動画をSNSにあげた。これらの行為により、回転寿司のイメージが低下し、株式会社あきんどスシローは大きな損失を被った。
同年1月30日にあるインフルエンサーが岐阜県内の高校名をツイートしたことをきっかけに、不特定多数によって少年の名前などを特定する動きが広がり、これらの情報に基いて当該高校に対する苦情や誹謗中傷の電話が殺到する事態となった。動画の作成に関わったのは岐阜市内の県立高校の生徒であると一部の報道機関は伝えているほか、NEWSポストセブンは、男性が事件を受け自主退学したと報じた。なお、男性客はあきんどスシローからスシローの全店舗出禁を言い渡された。
スシローの親会社でもある「FOOD&LIFE COMPANIES」は、「安全・安心なおすしを提供するうえで、お客さまとの信頼関係を損なう重大な事案と重く受け止めています」とコメントし、厳正に対処していくと発表した。迷惑行為を行った当事者・保護者から謝罪を受けたと2月1日に発表したが「引き続き刑事・民事の両面から厳正に対処する」としている。
被害届の提出を受け、岐阜県警は当事者ら数人について偽計業務妨害容疑で書類送検する方針だったが、偽計業務妨害の構成要件や犯行状況などを再検討した結果、同年6月28日に醤油差しなどを汚した器物損壊容疑で書類送検した。
同年3月22日に、運営会社のあきんどスシローが当事者に対して約6700万円の損害賠償を求める裁判を大阪地方裁判所に起こしたことが、同年6月に報じられた。その後、調停が成立したため、同年7月31日付で賠償請求を取り下げたことが同年8月に報じられた。運営会社の親会社は「責任は認めていただき、当社としても納得のできる相応の内容で和解をしております」とコメントした。
同年8月1日、岐阜地検は当事者の17歳の少年を器物損壊の非行事実で岐阜家裁に送致した。

## 影響
スシローは対応として、該当店舗の全ての湯呑み・醤油ボトルを洗浄した。さらに同店舗と近隣の店舗では食器・調味料の提供方式を変更、店内に食器・調味料を設置し、客自身がテーブルに運ぶ形にした。テーブル席とレーンの間にアクリル板も設置中としている。2月3日には、同日から当面の間、注文された商品のみレーンに流す運用を全店舗で開始したことを発表した。
今回の事例を始めとする、回転寿司チェーン店内での客の迷惑行為は寿司テロ（sushi terrorism）とも呼ばれ、スシローを始めとする回転寿司業界のイメージダウンに繋がったことで同社の株価にも影響し、時価総額が一時170億円近く減少したことが報じられた。ただし、株価はその後1週間ほどで回復し、2月7日には騒動以前の株価を上回った。
事件後、スシローのファンや著名人を中心に「#スシローを救いたい」を付けた応援ツイートがインターネット上で相次ぎ、一時SNSのトレンドに入った。これを受けて、同社は公式アカウントにおいて、社長の新居耕平の署名入りで謝意を示すツイートを行ったほか、割引キャンペーンも実施した。しかし、キャンペーンでは持ち帰り等に対して割引が適用されないことが発覚し、一部の顧客に対して返金対応を行った。
本件はフランス・AFP通信やイギリス・BBC、アメリカ・CNNなどといった、多数の海外メディアでも批判的に報じられた。また、農林水産大臣の野村哲郎は2月7日の記者会見において、外食チェーン店での客の迷惑行為について、「食品産業事業者への影響も大きく、このような行為が行われたことは非常に残念。農水省としても、今後の状況を注視していきたい」とのコメントを出している。
5月23日、運営会社のあきんどスシローは、この迷惑動画を受けて中止していたレーンでの注文品以外の提供を今年夏にも再開する方針を示していたがその後恒久的に中止することを発表している。